# Ranunculus sprunerianus
Ranunculus sprunerianus är en ranunkelväxtart som beskrevs av Pierre Edmond Boissier. Ranunculus sprunerianus ingår i släktet ranunkler, och familjen ranunkelväxter. Inga underarter finns listade i Catalogue of Life.